# CargoNet

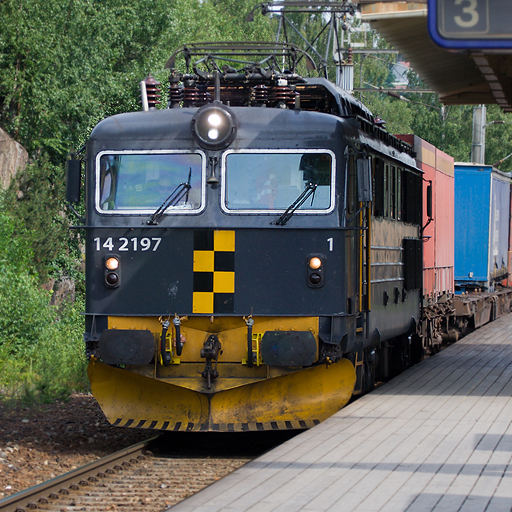
Een CargoNet-El 14-locomotief trekt een goederentrein

CargoNet AS is de belangrijkste exploitant van goederentreinen op het Noorse spoorwegnet. Het werd gevormd als NSB Gods nadat NSB werd gesplitst in een personen- en een vrachtbedrijf. NSB Gods veranderde haar naam in CargoNet in het begin van 2002. Het is eigendom van NSB (55% van de aandelen) en het Zweedse vrachtbedrijf Green Cargo. Het Noorse CargoNet heeft als dochteronderneming in Zweden CargoNet AB dat was aangekocht als RailCombi AB.
Drieëntwintig terminals worden door CargoNet bediend, voornamelijk in Noorwegen en Zweden. Het vervoer bestaat uit zowel containertreinen als bulkcargotreinen.

## Locomotieven
Locomotieven van het type El 14, CD 66 en sommige van de El 16s hebben een donkergrijze kleurstelling met een geruit geel en zwarte streep. Dit is een gedeeltelijke "verfrissing" van de grijze NSB-Gods-kleurstelling. De Di 8 en een aantal rangeerders hebben meestal een oudere gele kleurstelling met een rode bestuurderscabine (ongeveer de helft van de Di 8's heeft nieuwe kleurstelling in zilver met gele streep en geel geruite "pijl" op de zijkant). De rest van de locomotieven (El 16, CE-119 en CD 312) heeft een nieuwe kleurstelling in zilver, met gele streep langs de zijkant, en een geruite gele "pijl".
| Afbeelding | Model   | Aantal | Vermogen          | Topsnelheid | Opmerking                                |
| ---------- | ------- | ------ | ----------------- | ----------- | ---------------------------------------- |
| NSB El 14  | El 14   | 25     | elektrisch        | 100 km/h    |                                          |
| NSB El 16  | El 16   | 15     | elektrisch        | 140 km/h    |                                          |
| NSB Di 8   | Di 8    | 10     | diesel-elektrisch | 120 km/h    |                                          |
| CD 66      | CD 66   | 6      | diesel-elektrisch | 120 km/h    | geleased. Vervangen door CD 312 in 2010. |
| CE 119     | CE 119  | 10     | elektrisch        | 140 km/h    | geleased, van het type Bombardier TRAXX  |
| CD 312     | CD 312  | 6      | diesel-elektrisch | 120 km/h    | geleased, van het type Vossloh Euro 4000 |
| Skd226     | Skd226  | 12     | diesel            |             | rangeerder                               |
|            | Skd224  | 5      | diesel            |             | rangeerder                               |
|            | Skd220c | 3      | diesel            |             | rangeerder                               |
|            | Skd225  | 1      | diesel            |             | rangeerder                               |